# Tuerie du Washington Navy Yard
La tuerie du Washington Navy Yard est une tuerie de masse survenue le 16 septembre 2013 dans un bâtiment du Naval Sea Systems Command (en) (NAVSEA) situé dans le quartier de Washington Navy Yard, à Washington. Il y a eu 13 morts, dont le tireur présumé, et au moins 8 blessés. Le tireur se nomme Aaron Alexis, un Afro-Américain, âgé de 34 ans au moment des faits, originaire de Fort Worth au Texas. Alexis est tué par la police aux alentours de 9 h 25 heure locale. Il s'agit de la seconde tuerie de masse la plus meurtrière survenue dans une base militaire aux États-Unis après la fusillade de Fort Hood en novembre 2009.

## Description

### Prélude
Aaron Alexis arrive dans la région de Washington D.C. vers le 25 août 2013, et séjourne dans différents hôtels. Au moment du massacre, il avait pris une chambre dans un hôtel Residence Inn au sud-ouest de Washington et travaillait comme sous-traitant pour HP Enterprise Services (Electronic Data Systems). Le samedi 14 septembre, deux jours avant le massacre, Alexis visite le magasin Sharpshooters Small Arms Range à Lorton (Virginie), à 24 km au sud de Washington. Il y teste un fusil AR-15 mais n'a pas cherché à se le procurer. Selon l'avocat du magasin, il aurait acheté une arme de poing et des munitions à la place. Cependant, puisque la loi fédérale ne permet pas aux distributeurs de vendre directement a des résidents extérieurs de l'État, l'arme aurait été expédiée à un distributeur autorisé dans l'État d'origine d'Alexis. Alexis a ensuite sélectionné un fusil à pompe Remington 870 de calibre 12 pouvant être vendu directement. Aaron Alexis achète l'arme avec deux boîtes de cartouches, après les vérifications usuelles,,.

### Fusillade

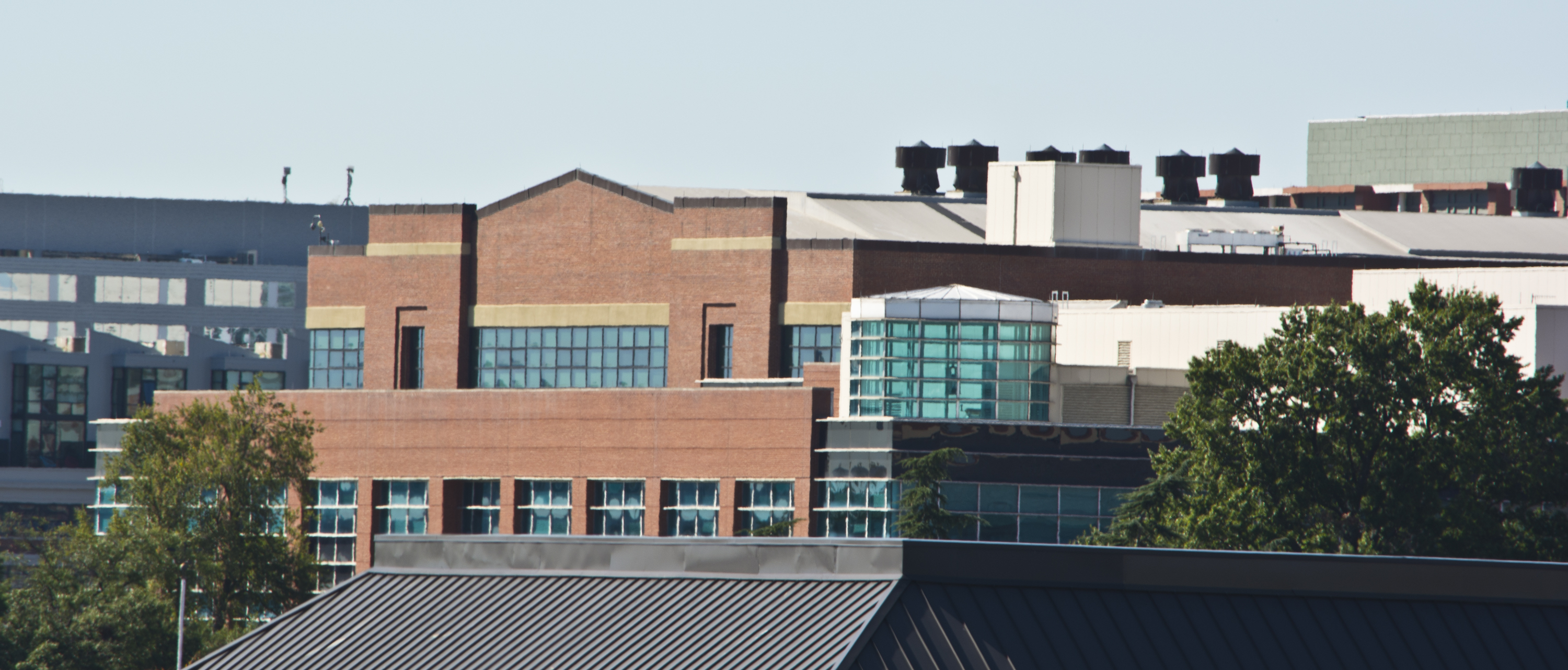
Le bâtiment 197 du Naval Sea Systems Command

Vers 7 h 53 heure locale, Aaron Alexis arrive au Navy Yard dans une voiture de location et utilise un laissez-passer valide pour rentrer dans le Building 197 du quartier Washington Navy Yard. Il entre dans le bâtiment à 8 h 8 en portant le fusil caché et démonté dans un sac sur son épaule. Il prend le temps d'assembler le fusil dans une salle de bains du bâtiment. Armé d'un fusil à pompe, le tueur commence à tirer. Il abat sa première victime à 8 h 16.
Aaron Alexis aurait touché la plupart de ses victimes en tirant à partir d'une passerelle du quatrième étage sur les personnes entrant dans une cafétéria au premier étage. Quelques minutes après 8 h 20, la police enregistre les premiers appels au 911. Aaron Alexis continue à tirer sur les personnes situées au troisième et quatrième étages. Todd Brundidge, un assistant de direction à la NAVSEA, rapporte que lui et d'autres collègues ont rencontré un homme habillé tout en bleu, armé, dans un couloir de l'immeuble au troisième étage et qui s'est mis à tirer. Après avoir tiré sur un officier de sécurité, le tueur a pris un pistolet semi-automatique sur le corps de l'officier et l'a utilisé. La police intervient sur les lieux deux ou trois minutes après les premiers tirs. Aaron Alexis ouvre le feu sur eux et touche l'officier Scott Williams à la jambe. Puis il fait feu sur plusieurs membres des forces de l'ordre lors d'une fusillade qui dure plus de 30 minutes. À 9 h 25, Alexis est abattu par la police. Il est confirmé mort à 11 h 50,.

### Victimes
Douze personnes âgées de 46 à 73 ans ont été tuées ainsi que le tueur et 8 personnes — dont un policier du département de la police métropolitaine du district de Columbia — ont été blessées. Au moins trois victimes (le policier et deux femmes civiles) étaient dans un état critique et soignées au Washington Hospital Center.

## Suspect

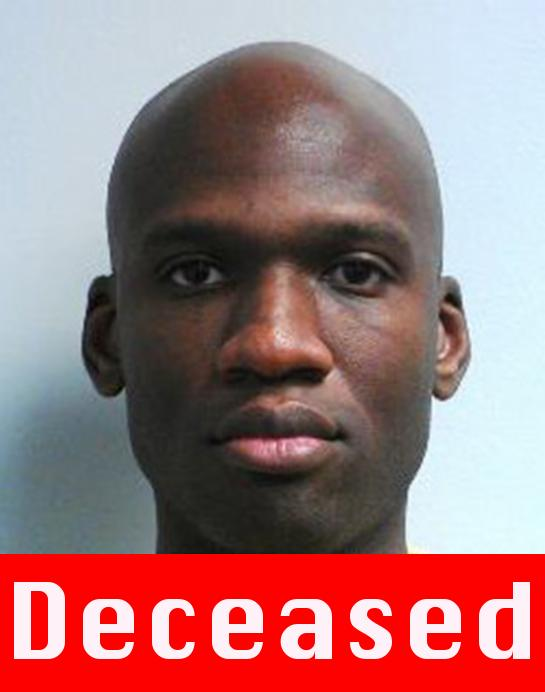
Aaron Alexis.

Seul tireur impliqué dans la fusillade, Aaron Alexis est un entrepreneur civil de 34 ans né dans le Queens, à New York le 9 mai 1979. Dernièrement, il habitait à Fort Worth au Texas. Après avoir rejoint l'US Navy en 2007, Alexis sert à la base Naval Air Station Joint Reserve Base Fort Worth dans le soutien logistique.
Il est honorablement libéré de la marine, le 31 janvier 2011, bien que la Marine ait prévu à l'origine de l'exclure avec blâme. En effet, selon un responsable de la marine, Alexis a eu de nombreux démêlés avec la justice et avec ses supérieurs militaires. Il lui a été reproché entre autres des inconduites graves, des insubordinations et des absences non autorisées à son poste. En 2010, il est arrêté à Fort Worth pour avoir déchargé une arme à l'intérieur des limites de la ville. Alexis a également été arrêté à Seattle en 2004 pour actes de malveillance, après avoir tiré sur les pneus du véhicule d'un autre homme et en 2008 dans le comté de DeKalb (Géorgie), pour conduite dangereuse.
De septembre 2012 à janvier 2013, Alexis travaille au Japon, où il met à jour les systèmes informatiques du Navy Marine Corps Intranet dans le cadre d'un contrat de sous-traitance de la société Electronic Data Systems. Après son retour du Japon, il exprime sa frustration à un ancien colocataire de ne pas avoir été payé correctement pour son travail,. Un autre colocataire d'Alexis a précisé qu'il se plaignait souvent d'être victime de discrimination,. En juillet 2013, il reprend son travail pour le compte d'Electronic Data Systems aux États-Unis. Avant la tuerie, Alexis avait commencé à préparer en ligne un BA en aéronautique à la Embry-Riddle Aeronautical University. Il se considérait également bouddhiste.
Des responsables américains ont déclaré qu'Alexis souffrait de certains problèmes de santé mentale graves, y compris de paranoïa et de trouble du sommeil, ainsi que d'hallucination sonore. Depuis août 2013, il était traité par le Département des Anciens combattants des États-Unis pour des problèmes mentaux. Les membres de sa famille ont également précisé aux enquêteurs qu'Alexis était traité pour des problèmes mentaux. En août, il lui avait été prescrit du Trazodone, un antidépresseur générique qui est largement prescrit pour l'insomnie.

## Conséquences et réactions

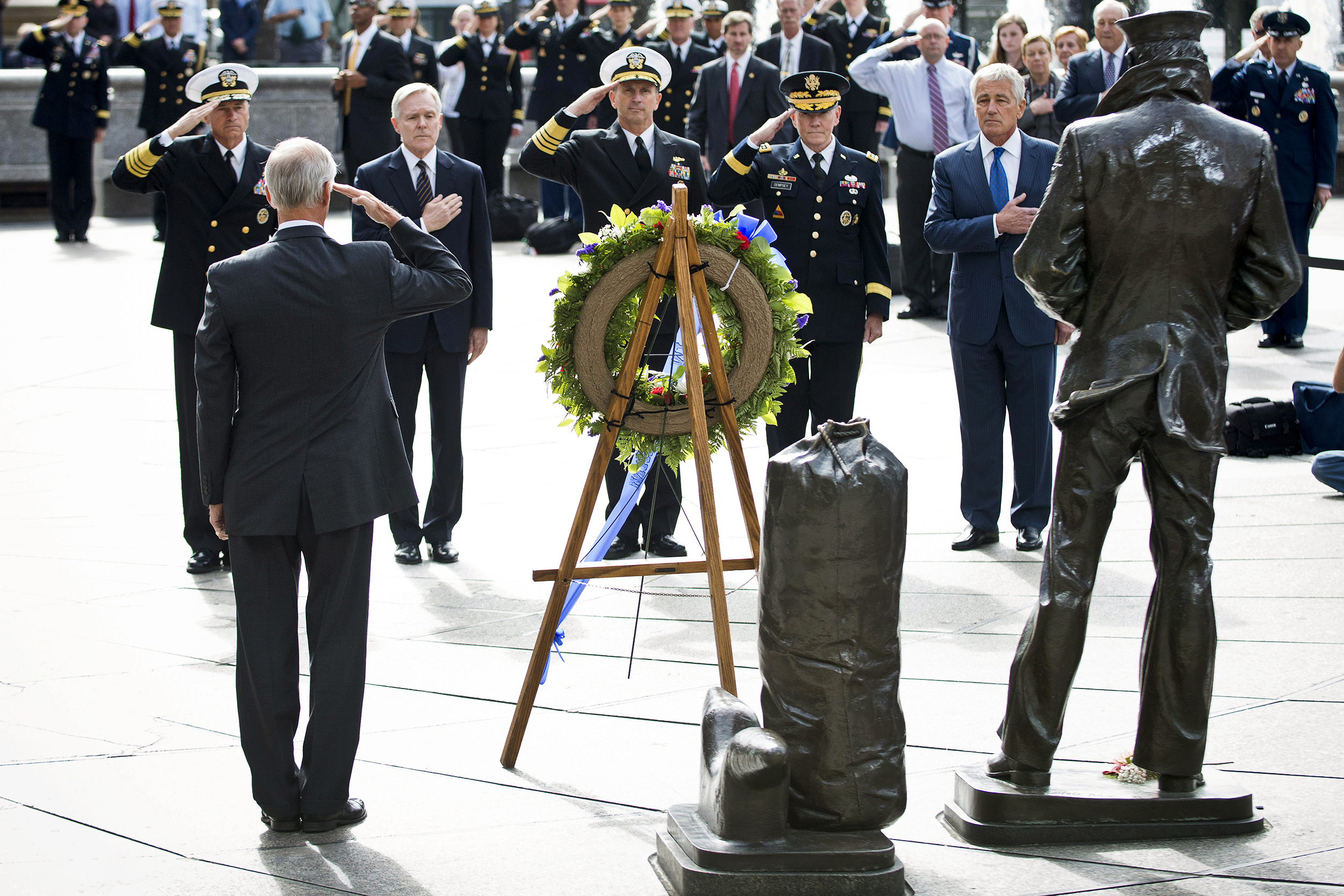
Le secrétaire à la Défense Chuck Hagel dépose une gerbe au Mémorial de la Marine le 17 septembre en l'honneur des victimes.

Au moins huit écoles ont été fermées et de nombreuses routes et ponts ont été barrés. Les vols au départ de l'aéroport national Ronald Reagan ont été temporairement suspendus. Les bâtiments du complexe du Sénat ont aussi été fermés pendant près d'une heure. Les Nationals de Washington ont dû reporter leur match de baseball programmé en soirée contre les Braves d'Atlanta, en raison de la proximité de la zone de Washington Navy Yard. Le président Barack Obama a condamné un acte lâche et a promis que le ou les auteurs de cet acte devraient rendre des comptes devant la justice,. Il a aussi ordonné de mettre les drapeaux en bernes jusqu'au coucher du soleil sur la Maison Blanche et tous les bâtiments publics et militaires.
Le 17 septembre, les fonctionnaires du ministère de la Défense déposent une gerbe au United States Navy Memorial en l'honneur des victimes. Le 22 septembre, le président Obama assiste au service commémoratif pour les victimes. Un jour après la fusillade, Thomas Hoshko, le PDG de la société où le tireur travaillait, a déclaré dans un courriel envoyé au Secrétaire à la Marine des États-Unis, Ray Mabus qu'il était « considérablement » affecté par la fusillade et qu'il priait pour les victimes et leurs familles et amis. La fusillade a déclenché une discussion sur l'efficacité des mesures de sécurité des installations militaires américaines. Le 18 septembre, le Secrétaire de la Défense des États-Unis, Chuck Hagel a ordonné un examen des procédures de sécurité dans les installations militaires américaines partout dans le monde. Le magazine Foreign Policy a signalé que pratiquement n'importe qui avec une carte d'accès pouvait pénétrer de nombreux équipements militaires sans être fouillés ou passer par un détecteur de métal.